# Khyara
Khyara (tiếng Ả Rập: خيارة) là một ngôi làng Syria nằm ở Sinjar Nahiyah ở huyện Maarrat al-Nu'man, Idlib. Theo Cục Thống kê Trung ương Syria (CBS), Khyara có dân số 673 trong cuộc điều tra dân số năm 2004.